# Provincia de Pensilvania
La provincia de Pensilvania (en inglés: Province of Pennsylvania), también conocida como la colonia de Pensilvania (en inglés: Pennsylvania Colony), fue una colonia británica en América fundada por William Penn el 4 de marzo de 1681 según lo dictado en una cédula real de Carlos II de Inglaterra. El nombre de Pensilvania proviene del latín y se traduciría como «bosques de Penn». La carta de la colonia se quedó en manos de la familia Penn hasta la guerra de Independencia de los Estados Unidos, cuando se creó el estado de Pensilvania y se convirtió en uno de los trece estados originales.

## Gobierno
El gobierno colonial de la provincia de Pensilvania fue fundado en 1683 por William Penn. Penn fue designado como gobernador, y un consejo provincial de 72 miembros y una Asamblea General eran los responsables de gobernar la provincia. La Asamblea General, también conocida como la Asamblea Provincial de Pensilvania, era la rama más grande y representativa de gobierno, pero tenía poderes limitados. La Carta de los Privilegios se mantuvo en vigor hasta la Guerra de Independencia de los Estados Unidos. En ese momento, la Asamblea Provincial se consideró demasiado moderada para los revolucionarios, que rechazaron la autoridad de la Asamblea y celebraron el Primer Congreso Continental, que produjo la Constitución de Pensilvania de 1776 para la recién creada mancomunidad, además de la creación de la nueva Asamblea General de Pensilvania.

## Libertad religiosa y prosperidad
William Penn y sus compañeros cuáqueros dejaron fuertemente plasmados sus creencias religiosas y valores en el gobierno de Pensilvania. La Carta de los privilegios (en inglés: Charter of Privileges) extendió la libertad religiosa a todos los monoteístas, y el gobierno fue inicialmente abierto a todos los cristianos. Hasta la guerra franco-india, Pensilvania no tenía ningún ejército, pocos impuestos y no tenía deuda pública. También alentó el rápido crecimiento de Filadelfia como la ciudad más importante del territorio de los actuales Estados Unidos y de las tierras del interior del País Neerlandés de Pensilvania, lugar donde refugiados políticos y religiosos alemanes (o "Deutsch") prosperaron en el suelo fértil y en el espíritu de la creatividad cultural. Entre los primeros grupos estuvieron los menonitas, quienes fundaron Germantown en 1683; y los amish, que establecieron el Asentamiento Amish de Northkill en 1740. 1751 fue un año auspicioso para la colonia, el Hospital de Pensilvania y la Academia y Universidad de Filadelfia, predecesora de la privada Universidad de Pensilvania, abrieron sus puertas.

## Relaciones con los indígenas

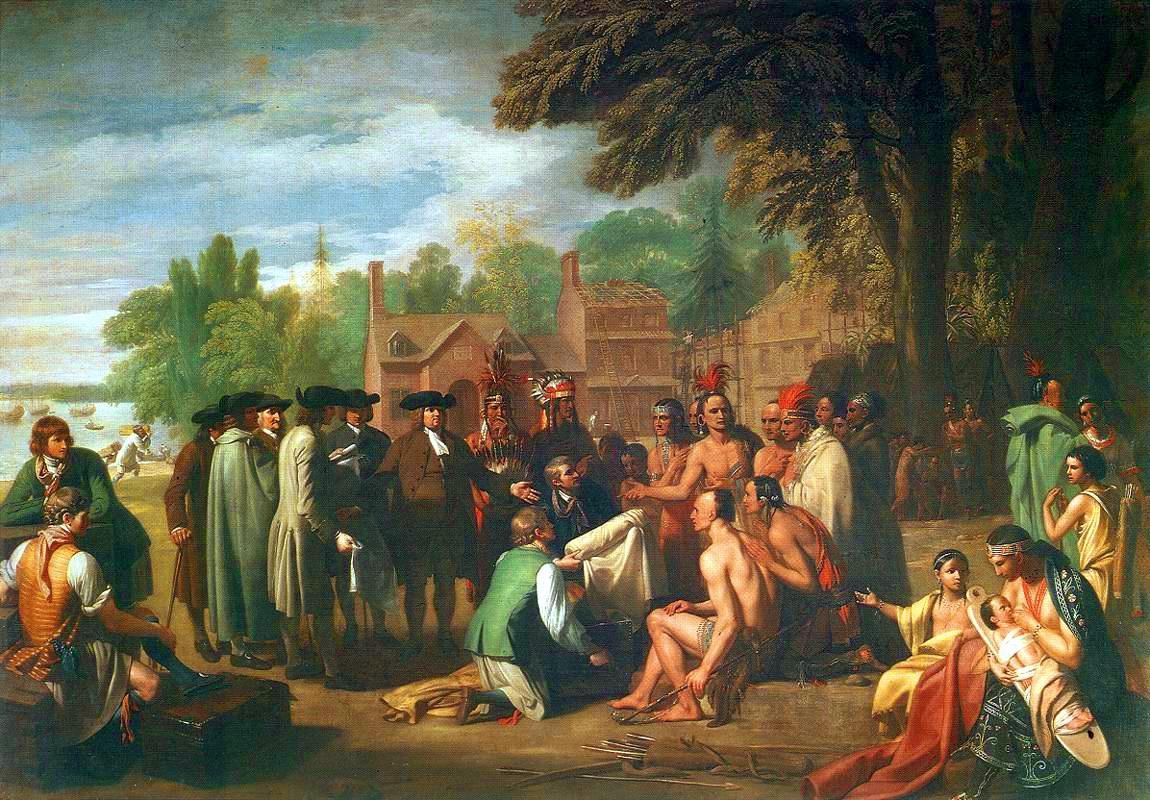
Retrato de Benjamin West de 1771 del tratado de 1682 de William Penn con los Lenape

William Penn había realizado tratos justos con indígenas de los actuales Estados Unidos. Esto condujo a relaciones significativamente mejores con las tribus locales, principalmente los Lenape y los Conestoga, que las de la mayoría de las demás colonias. Los cuáqueros habían tratado previamente con respeto a los indígenas, les compraron tierras voluntariamente a ellos, y tuvieron incluso representación de indígenas y de blancos en los jurados. Según Voltaire, el Tratado de Shackamaxon fue "el único tratado entre indios y cristianos que nunca fue jurado y que nunca fue roto". Los cuáqueros también se negaron a ofrecer cualquier tipo de ayuda a las guerras indias de Nueva Inglaterra.
En 1737, la colonia intercambió una gran parte de su buena voluntad política con los Lenape para más tierras. Los administradores coloniales declararon que tenían una escritura que databa de la década de 1680 en la que los Lenape-Delaware se había comprometido a vender una porción de tierra entre el cruce del río Delaware y el río Lehigh en la actual Easton, Pensilvania) "tan lejos al oeste como un hombre podría caminar en un día y medio". 
Esta compra se ha conocido, en inglés, como la Walking Purchase. Aunque el documento fue probablemente una falsificación, los Lenape no se dieron cuenta de eso. El secretario provincial James Logan puso en marcha un plan para apoderarse de toda la tierra que podían conseguir y contrató a los tres corredores más rápidos en la colonia para ejecutar la compra en un sendero que había sido despejado por los demás miembros de la colonia de antemano. El ritmo fue tan intenso que sólo un corredor terminó el "paseo", de 70 millas (110 km). Esto le otorgó a los Penn 1.200.000 acres (4.900 km²) de tierra en lo que hoy es el noreste de Pensilvania, un área aproximadamente equivalente al tamaño del estado de Rhode Island. El área de la compra cubre todo o parte de lo que actualmente son los condados de Pike, Monroe, Carbon, Schuylkill, Northampton, Lehigh y Bucks. La tribu de los Lenape luchó durante los siguientes 19 años para anular el tratado, pero fue en vano. Los Lenape-Delaware se vieron obligados a establecerse en Shamokin y Wyoming Valley, que ya estaban sobrepobladas con otras tribus desplazadas.

### Límites de nuevos asentamientos
A medida que la colonia creció, los colonos y las fuerzas militares británicas entraron en conflicto con los nativos en la mitad occidental del estado. Gran Bretaña luchó por el control del vecino territorio del Ohio con Francia durante la guerra franco-india. Tras la victoria británica, el territorio fue cedido formalmente a ellos en 1763 y se convirtió en parte del Imperio Británico. 
Con la guerra franco-india finalizada, la Proclamación real de 1763 prohibió la colonización más allá de los montes Apalaches en un esfuerzo por impedir que los colonos se asentaran en tierras que las tribus indígenas usaban. Esta proclamación afectó sobre todo a Pensilvania y Virginia, ya que ambos estados se habían ido asentando hacia las tierras alrededor de Fort Pitt, actual Pittsburgh.

## Esclavitud
A pesar de la oposición cuáquera a la esclavitud, en 1730 los colonos habían llevado unos 4.000 esclavos en Pensilvania. La Ley de supresión gradual de Pensilvania de 1780 fue el primer intento de abolir la esclavitud en las colonias. La Constitución de 1777 de la República de Vermont prohibió la esclavitud en el territorio, pero no proporcionó un mecanismo para liberar a los que ya estaban esclavizados. El censo de EE.UU. de 1790 en Pensilvania mostró que el número de afroamericanos había aumentado a unos 10.000, de los cuales aproximadamente 6.300 habían recibido su libertad en Pensilvania.

## Personajes de la Pensilvania colonial
- Benjamin Franklin se mudó a Filadelfia a los 17 años en 1723, y durante sus últimos años fue el ciudadano más famoso de Pensilvania. Entre sus logros fue la fundación en 1751 de la Academia y  Universidad de Filadelfia, el predecesor de la privada Universidad de Pensilvania. Franklin fue también un firme defensor de una milicia estatal, creando su propia milicia extrajudicial cuando la asamblea estatal no lo hizo durante la guerra del rey Jorge.
- Thomas McKean nació en New London, Pensilvania. Fue un oficial del Ejército Continental durante la guerra de Independecia de los Estados Unidos, uno de los firmantes de la Declaración de Independencia, el segundo Presidente del Congreso de EE.UU. bajo los Artículos de la Confederación, presidente en funciones de Delaware y gobernador de Pensilvania.
- Gouverneur Morris, una de las mentes más importantes de la revolución de las Trece Colonias, vivió en Nueva York durante la mayor parte del período colonial, pero se mudó a Filadelfia para trabajar como abogado y comerciante durante la Revolución.
- Robert Morris, se trasladó a Filadelfia alrededor de 1749 a la edad de 14 años. Era conocido como el financiero de la revolución, debido a su papel en la obtención de asistencia financiera para el bando estadounidense en la guerra de Independencia. En 1921, se fundó la Universidad Robert Morris, la cual lleva su nombre.
- Thomas Paine emigró a Filadelfia en 1774 a instancias de Benjamin Franklin. Su ensayo, El sentido común, publicado en 1776, fue sin duda el argumento más famoso e influyente de la Revolución.
- William Penn, fundador de la colonia e hijo del almirante William Penn, quien ocupó Jamaica en 1650.
- Arthur St. Clair se trasladó a Ligonier Valley, Pensilvania en 1764. Se desempeñó como juez en la Pensilvania colonial, un general en el ejército continental, y un presidente bajo los Artículos de la Confederación.
- James Wilson, se trasladó a Filadelfia en 1765 y se convirtió en abogado. Firmó la Declaración de Independencia y escribió o trabajó en muchos de los compromisos más difíciles en la Constitución de los EE.UU., incluyendo el Compromiso de los Tres Quintos, que definió los esclavos como tres quintas partes de una persona a los efectos de la realización de censos, el número de miembros a elegir en la Cámara de Representantes, y los créditos del gobierno.